# San Antonio XLR8
San Antonio XLR8 is een voormalige Amerikaanse voetbalclub uit San Antonio, Texas. De club heeft alleen het seizoen 1992 bestaan, de club werd opgeheven aan het eind van het seizoen. Hierin werden de play-offs niet gehaald.